# Keupula (Muara Tiga)
Keupula is een bestuurslaag in het regentschap Pidie van de provincie Atjeh, Indonesië. Keupula telt 1768 inwoners (volkstelling 2010).